# Déjà vu (álbum de David Lebón)
Déjà vu es el decimosegundo álbum de estudio de David Lebón, lanzado por EMI en 2009. El disco marcó el regreso de David, después de 7 años sin nuevo material discográfico. El arte de tapa estuvo a cargo de Luis Alberto Spinetta quién le regaló 166 dibujos, entre los cuales Lebón estuvo un mes para elegir finalmente uno de ellos.

## Lista de temas
Todos los temas fueron escritos por David Lebón, salvo los indicados.
1. Déjà vu (En colaboración con Hilda Lizarazu)
2. No quiero encerrarme
3. Soñalo como vos querés
4. En una hora (En colaboración con Lizarazu)
5. El tigre y el dragón
6. Buenos Aires blues
7. Déjennos vivir
8. En mi vida
9. Sos mi oasis
10. Y es así tu amor
11. No te abandones (En colaboración con Lizarazu)
12. Viernes 3 AM (Charly García)

## Músicos invitados
- Hilda Lizarazu - coros en "Soñalo como vos querés".
- Ricardo Mollo - guitarra en "En una hora".
- Juanse - guitarra en "Déjennos vivir".

## Enlaces
- Videoclip de "Déjennos vivir"
- Ficha en Allmusic.com

- Datos: Q5815617